# Fritz Hartwieg
Karl Emil Hermann Fritz Hartwieg (* 3. September 1877 in Helmstedt; † 25. Dezember 1962 in Braunschweig) war ein deutscher Verwaltungsjurist und Lepidopterologe.

## Leben
Fritz Hartwieg wurde 1877 als Sohn des Bürgermeisters von Helmstedt und nachmaligen braunschweigischen Staatsministers Adolf Hartwieg geboren. Er besuchte das Gymnasium in Braunschweig und studierte anschließend Rechtswissenschaft in Göttingen, München und Berlin. Er wurde 1901 in Heidelberg zum Dr. jur. promoviert. Hartwieg trat in den braunschweigischen Staatsdienst ein, wo er bis auf eine Unterbrechung in den Jahren 1928 bis 1931 bis zu seiner Pensionierung 1945 tätig war. Er wirkte zuletzt als Oberverwaltungsgerichtsrat und Mitglied des Vorstandes im Verwaltungsgerichtshof in Braunschweig.
Neben seinem Brotberuf widmete sich Hartwieg der Schmetterlingskunde. Er leitete von 1906 bis zu seinem Tod den Entomologischen Verein Braunschweig und hatte damit bedeutenden Einfluss auf die ehrenamtliche faunistisch-systematische Forschung in Braunschweig. Seine erste Publikation erschien 1909. Hartwiegs Hauptwerk wurde 1930 veröffentlicht und behandelt die Schmetterlingsfauna des Landes Braunschweig. Eine erweiterte Ausgabe, die auch Kleinschmetterlinge umfasst, erschien 1958. Laut Hevers handelt es sich um die „erste und bislang einzige Zusammenstellung für dieses Gebiet.“ Hartwieg trug eine private Sammlung von rund 23.000 paläarktischen Groß- und Kleinschmetterlingen zusammen. Er war Ehrenmitglied des Internationalen Entomologischen Vereins.
Fritz Hartwieg wohnte zuletzt in der Dörnbergstraße in Braunschweig, wo er im Dezember 1962 im Alter von 85 Jahren starb.

## Schriften (Auswahl)
- Die Schmetterlingsfauna des Landes Braunschweig und seiner Umgebung unter Berücksichtigung von Harz, Lüneburger Heide, Solling und Weserbergland. Frankfurt am Main 1930.
- Verdiente Braunschweiger als Naturforscher und Naturfreunde. In: Braunschweigische Heimat 1954, 40(3), S. 83–87.
- Verdiente Braunschweiger als Naturforscher und Naturfreunde (Fortsetzung). In: Braunschweigische Heimat 1954, 40(4), S. 116–119.
- Verdiente Braunschweiger als Naturforscher und Naturfreunde (Schluss). In: Braunschweigische Heimat 1955, 41(1), S. 17–20.
- Die Schmetterlingsfauna des Landes Braunschweig und seiner Umgebung einschließlich des Harzes, der Lüneburger Heide und des Sollings. hrsg. von der Forschungsanstalt für Landwirtschaft Braunschweig-Völkenrode, Braunschweig 1958.